# Нова-Весь (гмина Гожув-Слёнский)
Но́ва-Весь (пол. Nowa Wieś) — село в Польше в гмине Гожув-Слёнский Олесненского повета Опольского воеводства.

## География
Село находится в 3 км от административного центра гмины села Гожув-Слёнский, 20 км от города Олесно и 55 км от Ополе.

## История
Первые упоминания о селе Нова-Весь относятся к концу XIV века. Сочинение «Liber fundationis episcopatus Vratislaviensis», издания 1305 года, упоминает о селе в латинизированной форме «Nova villa».
В 1975—1998 годах село входило в Ченстоховское воеводство.